# Vườn quốc gia Lahemaa
Vườn quốc gia Lahemaa là một vườn quốc gia nằm ở phía bắc Estonia, cách thủ đô Tallinn khoảng 70 km về phía đông. Vịnh Phần Lan nằm ở phía bắc vườn quốc gia và đường cao tốc Tallinn-Narva (E20) nằm ở phía nam. Vườn quốc gia này có diện tích 725 km² (trong đó có 250,9 km² là biển). Đây là khu vực đầu tiên được chỉ định là vườn quốc gia của Liên Xô cũ. Lahemaa là vườn quốc gia lớn nhất Estonia và một trong những vườn quốc gia lớn nhất châu Âu, nhằm phục vụ cho việc bảo tồn, nghiên cứu và phát huy cảnh quan Bắc Estonia, hệ sinh thái, đa dạng sinh học và di sản quốc gia.

## Hình ảnh

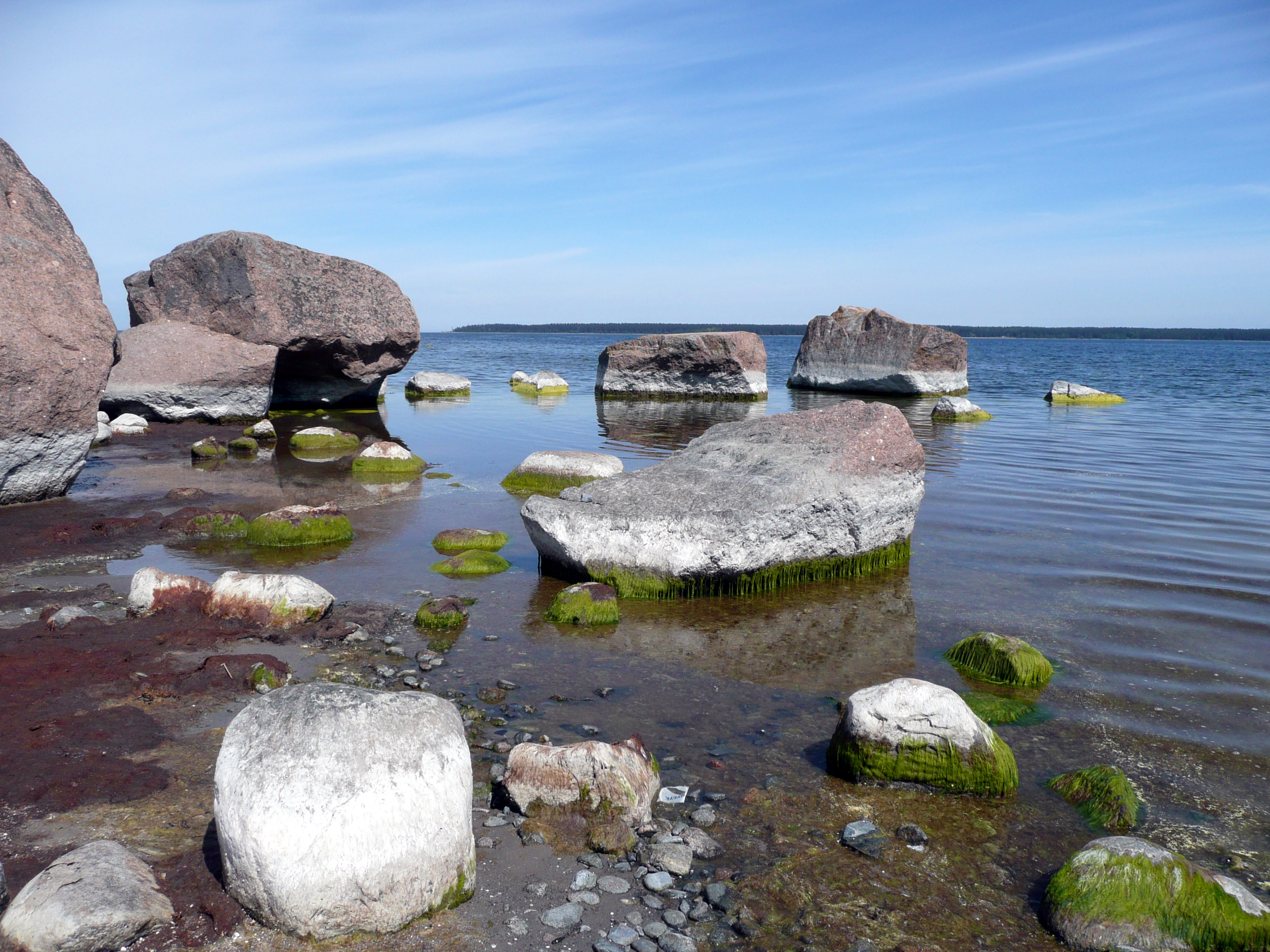
Bán đảo Käsmu.
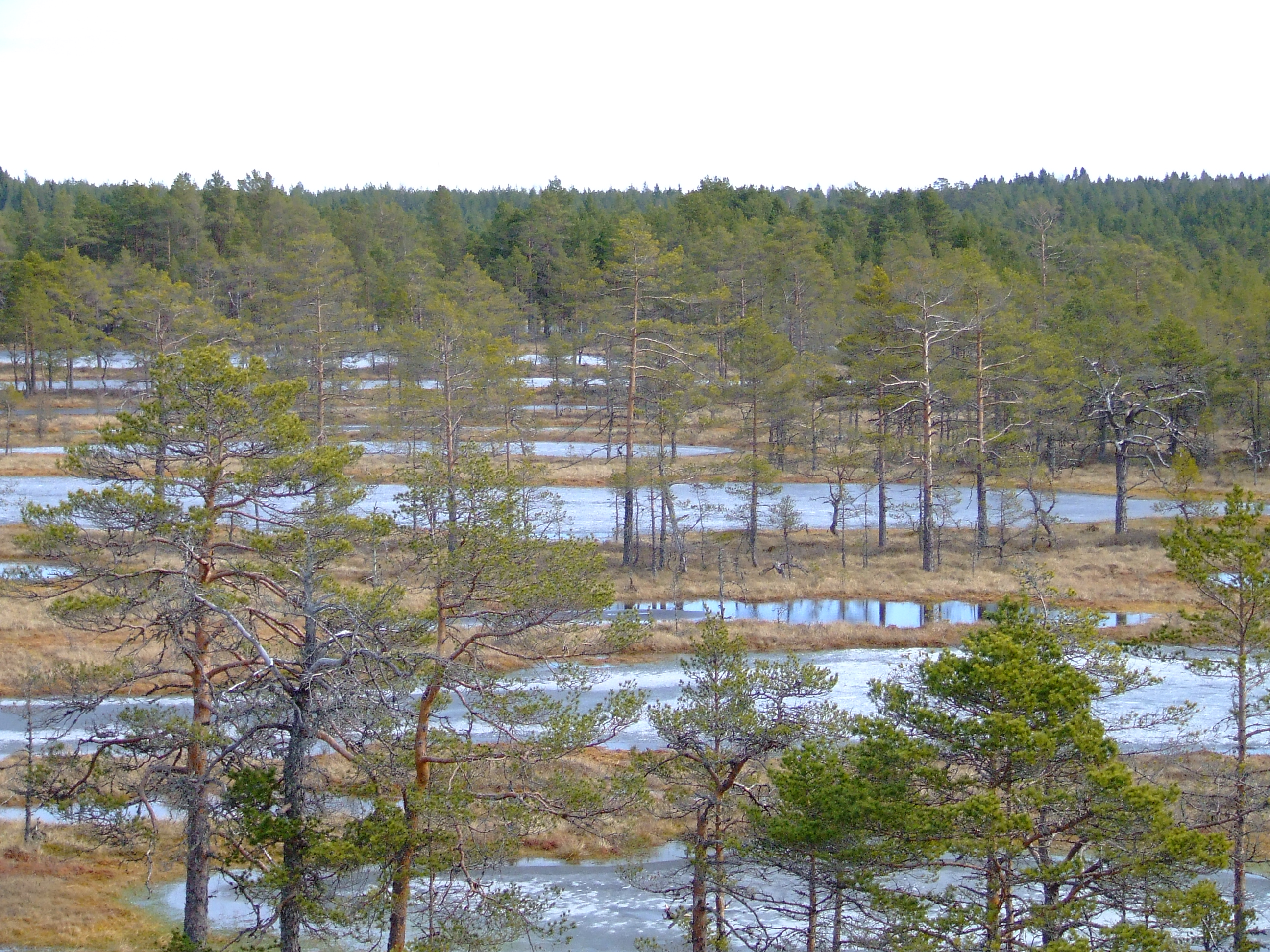
Khu đất ngập nước Viru, nằm ở phía nam vườn quốc gia.
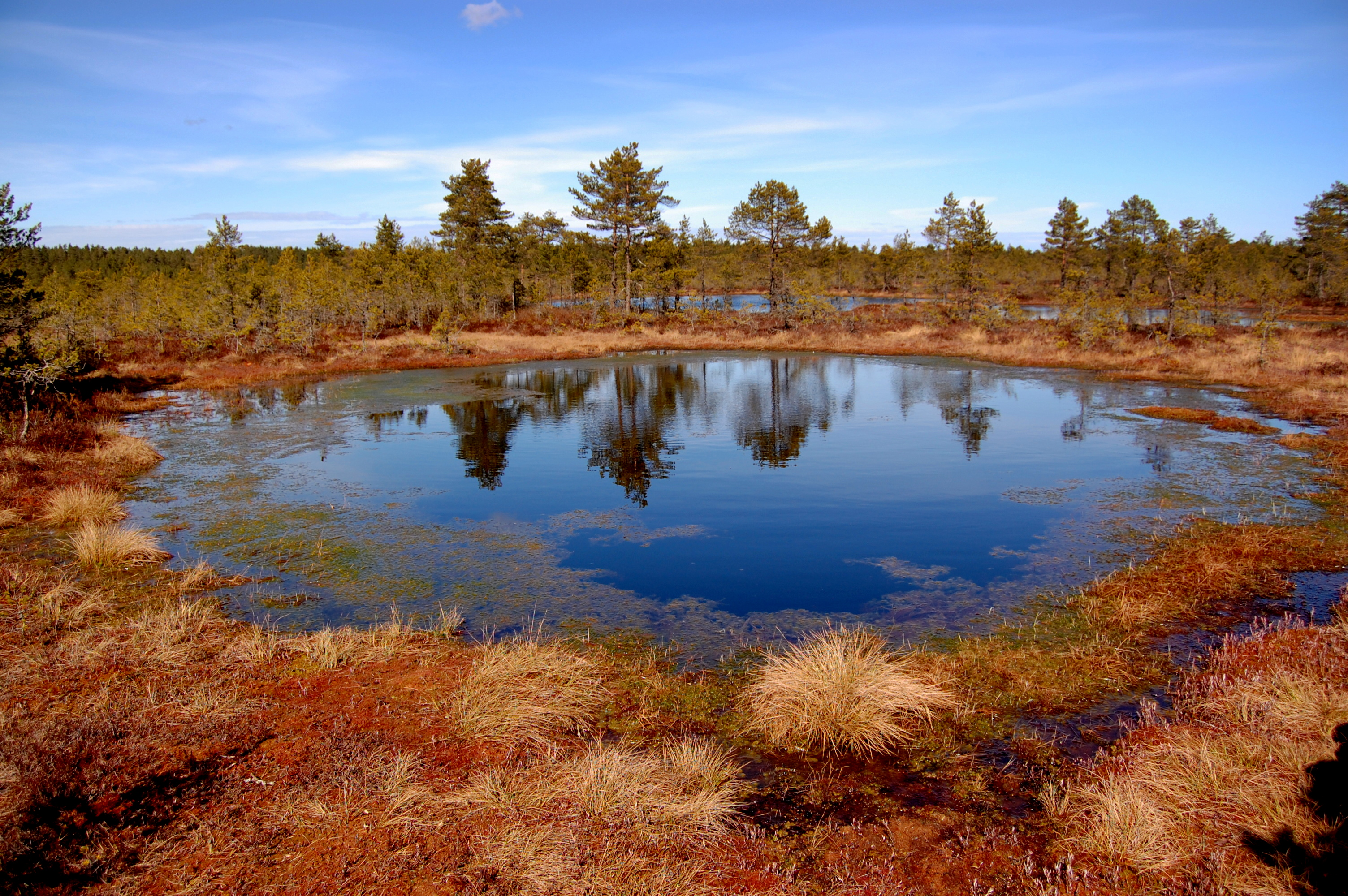
Đầm lầy Viru.
Mặt trời mọc trên đầm lầy.
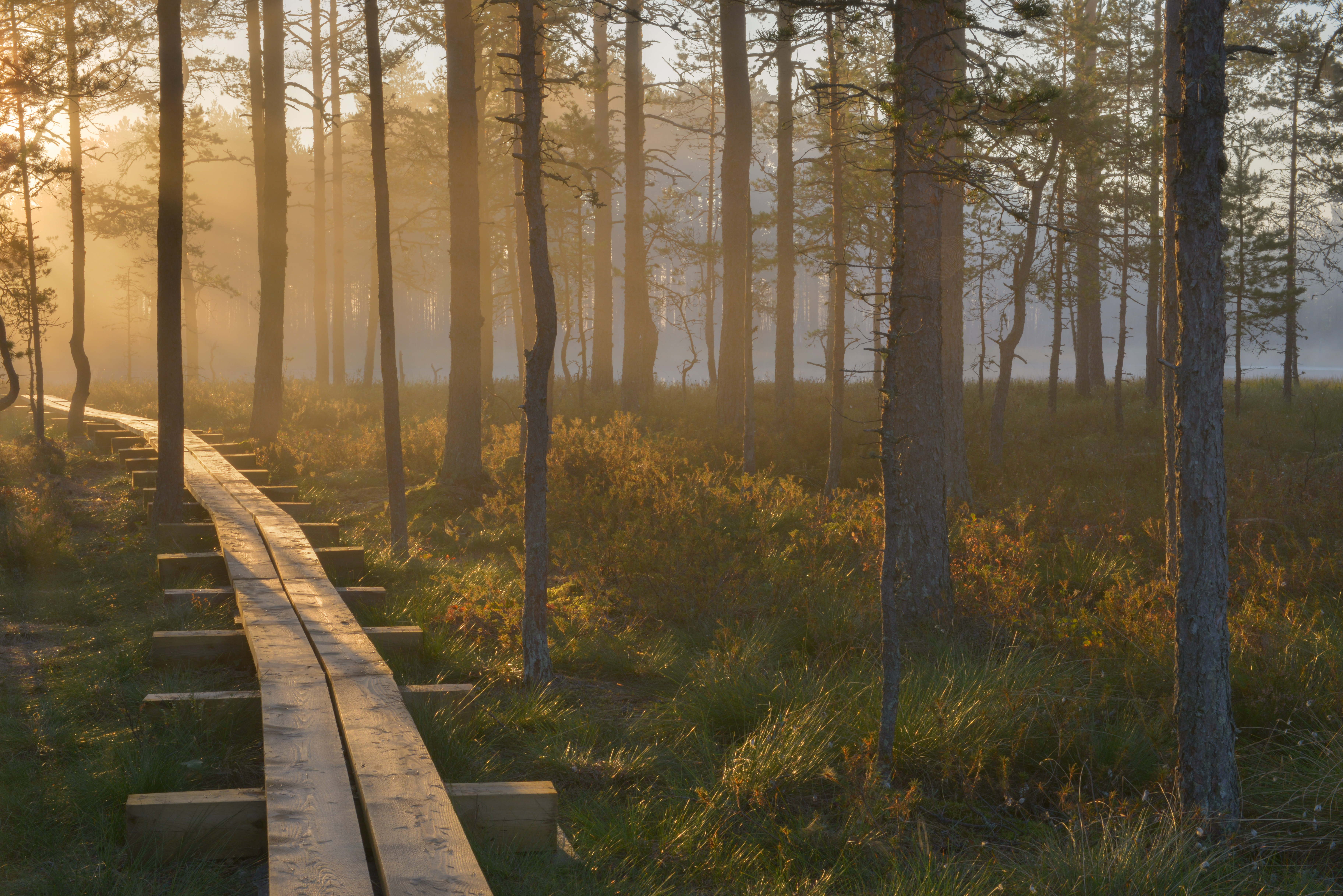
Trong vùng đầm lầy.
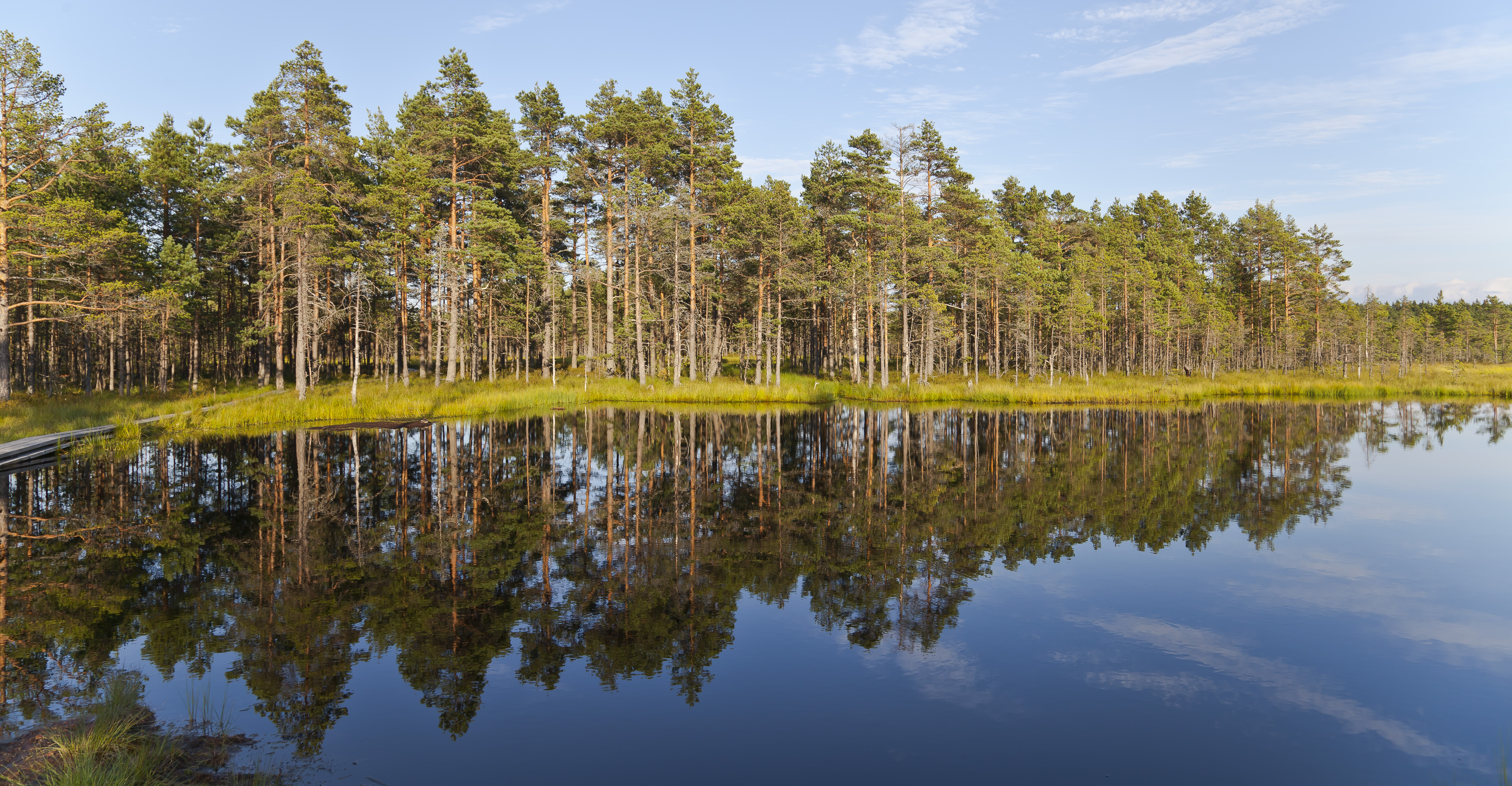
Vùng đầm lầy Viru.
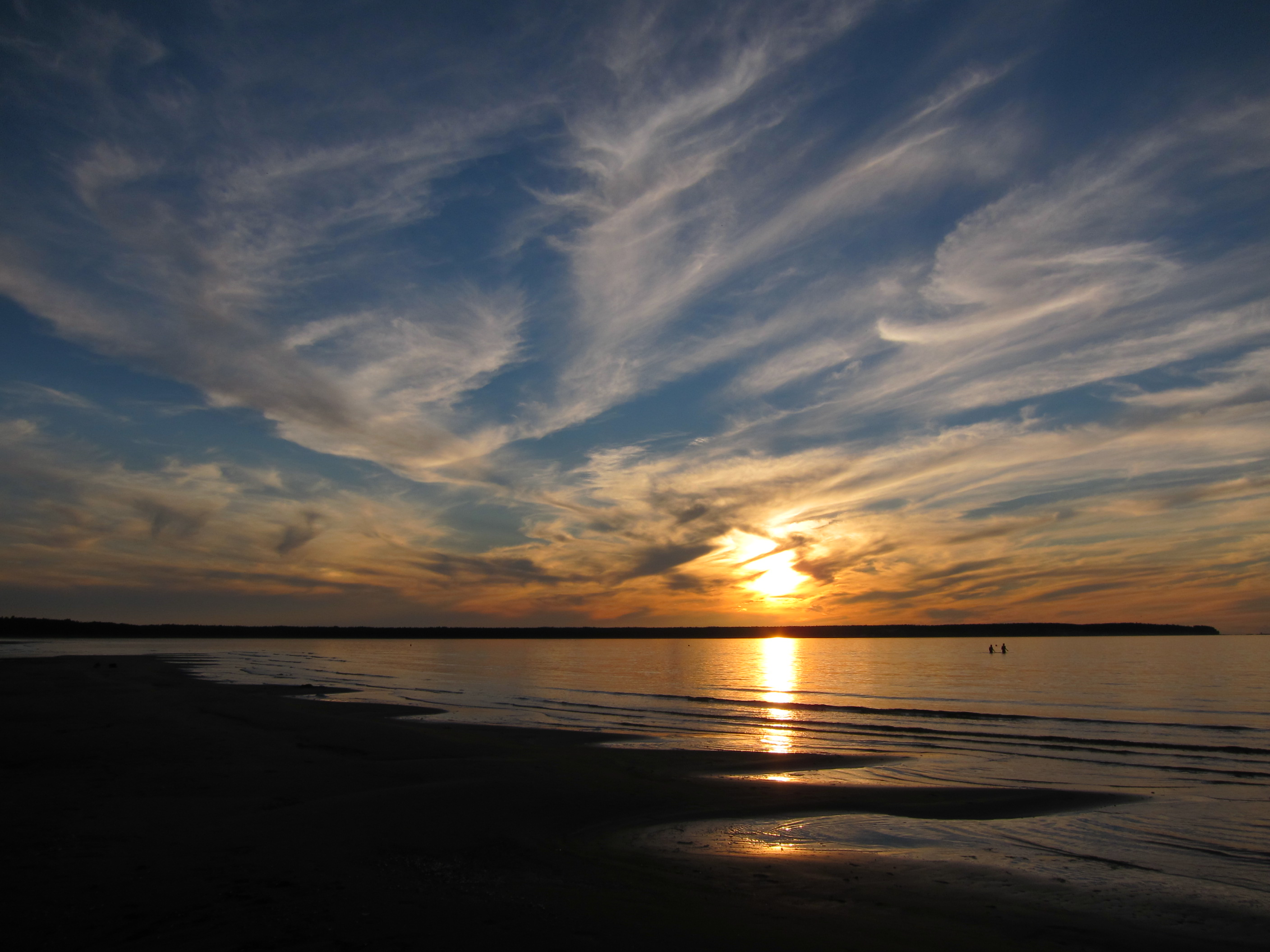
Hoàng hôn trên bãi biển Võsu.
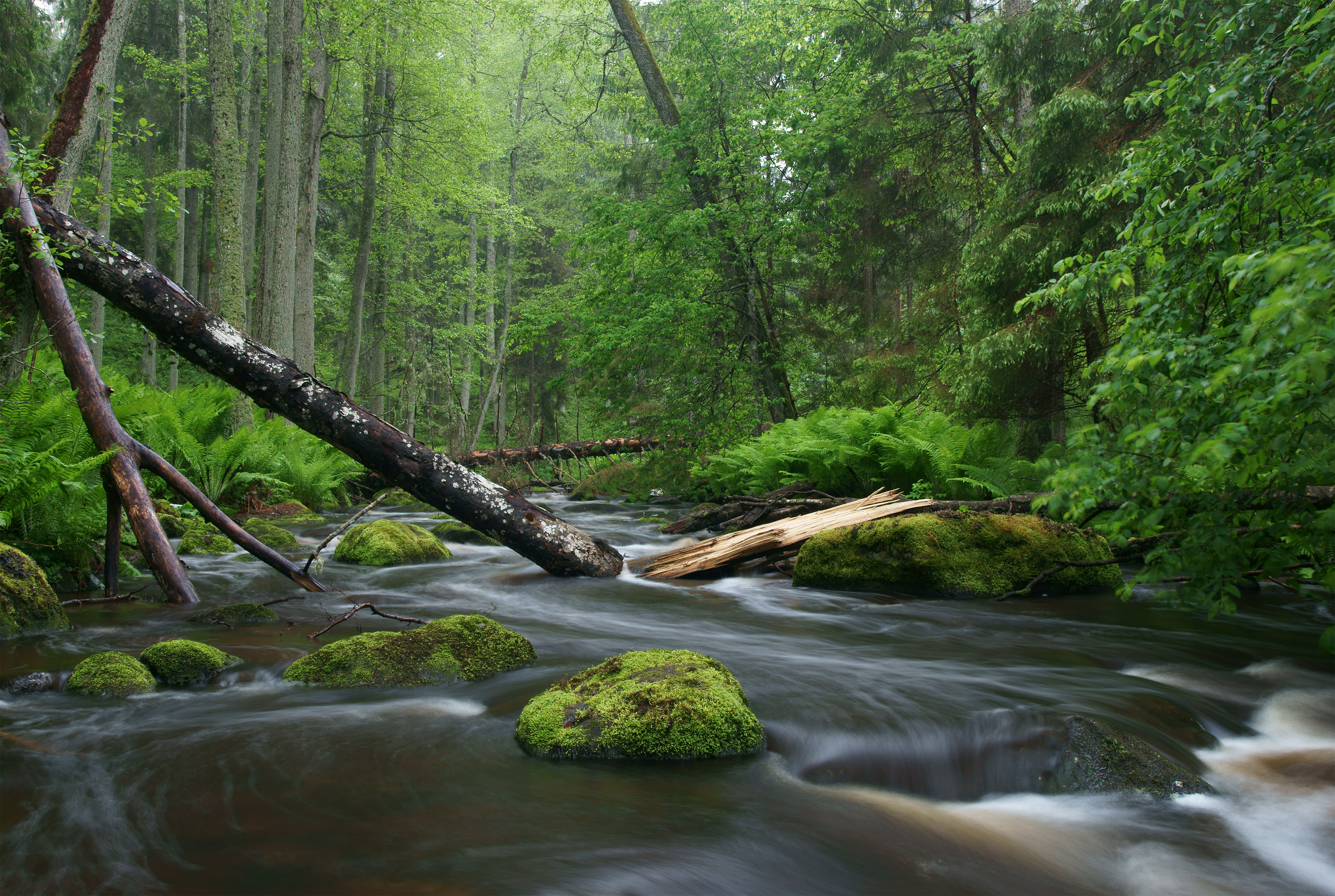
Suối Altja.
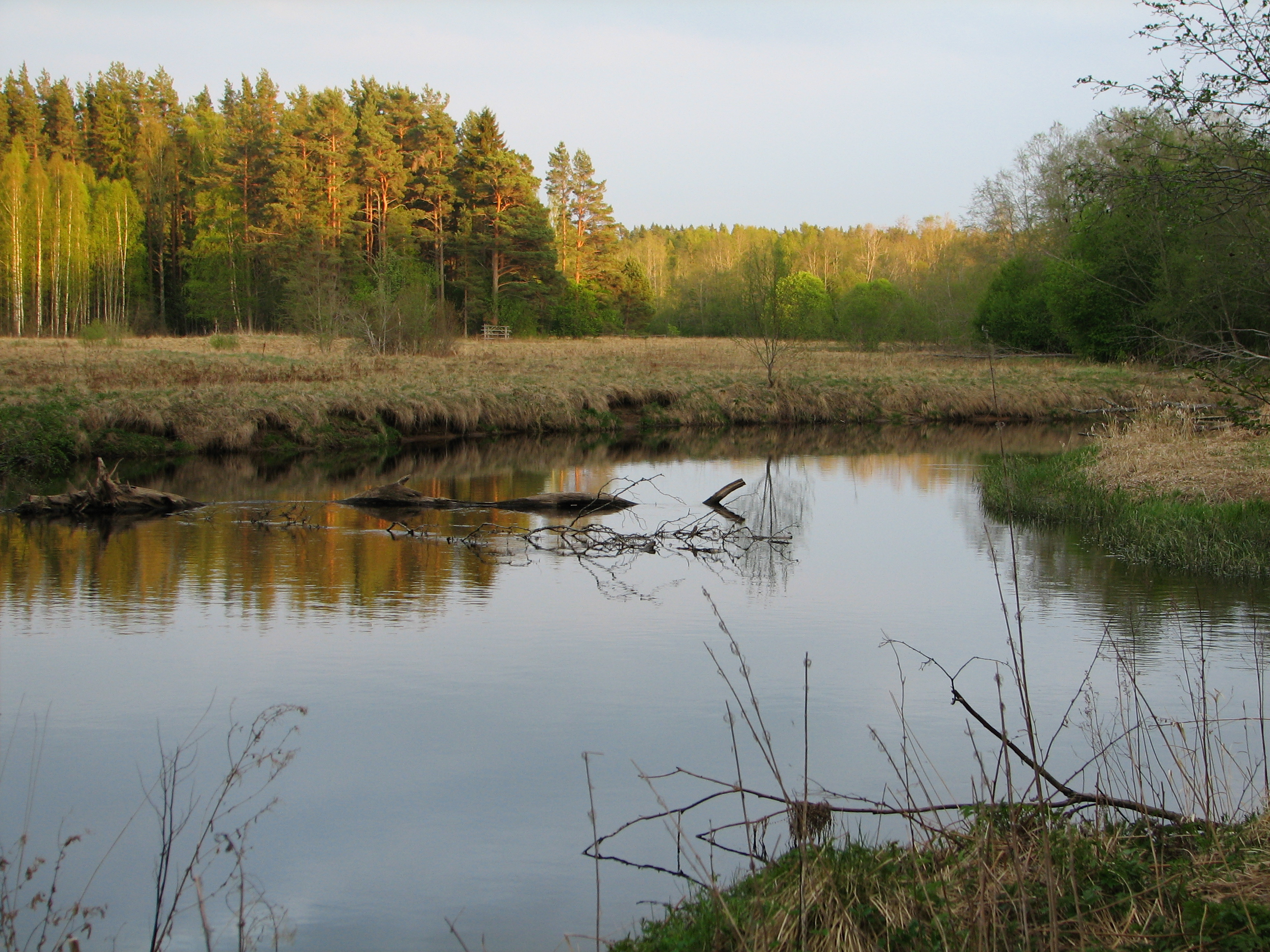
Sông Valgejõgi, chảy qua vườn quốc gia.
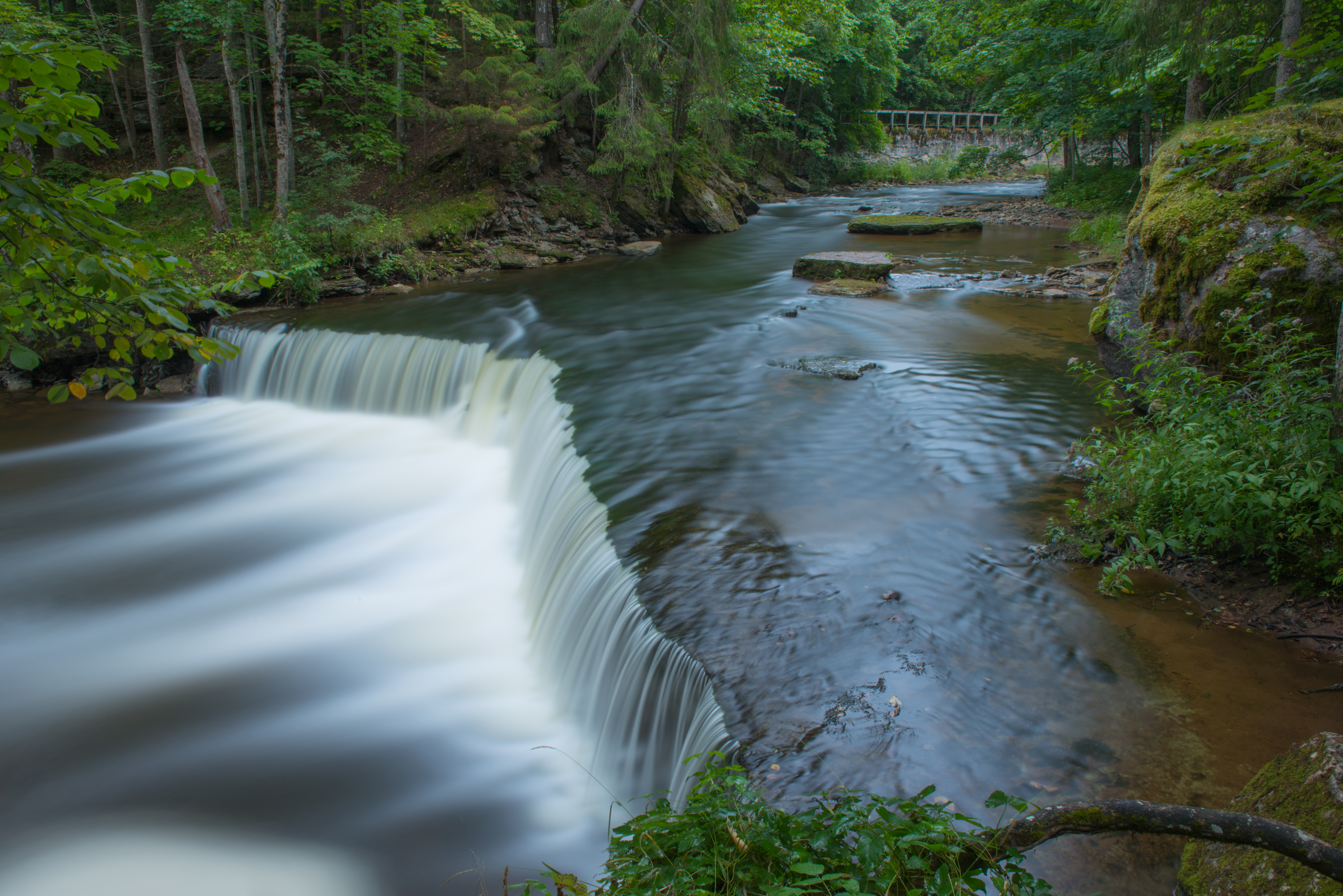
Thác Nõmmeveski.
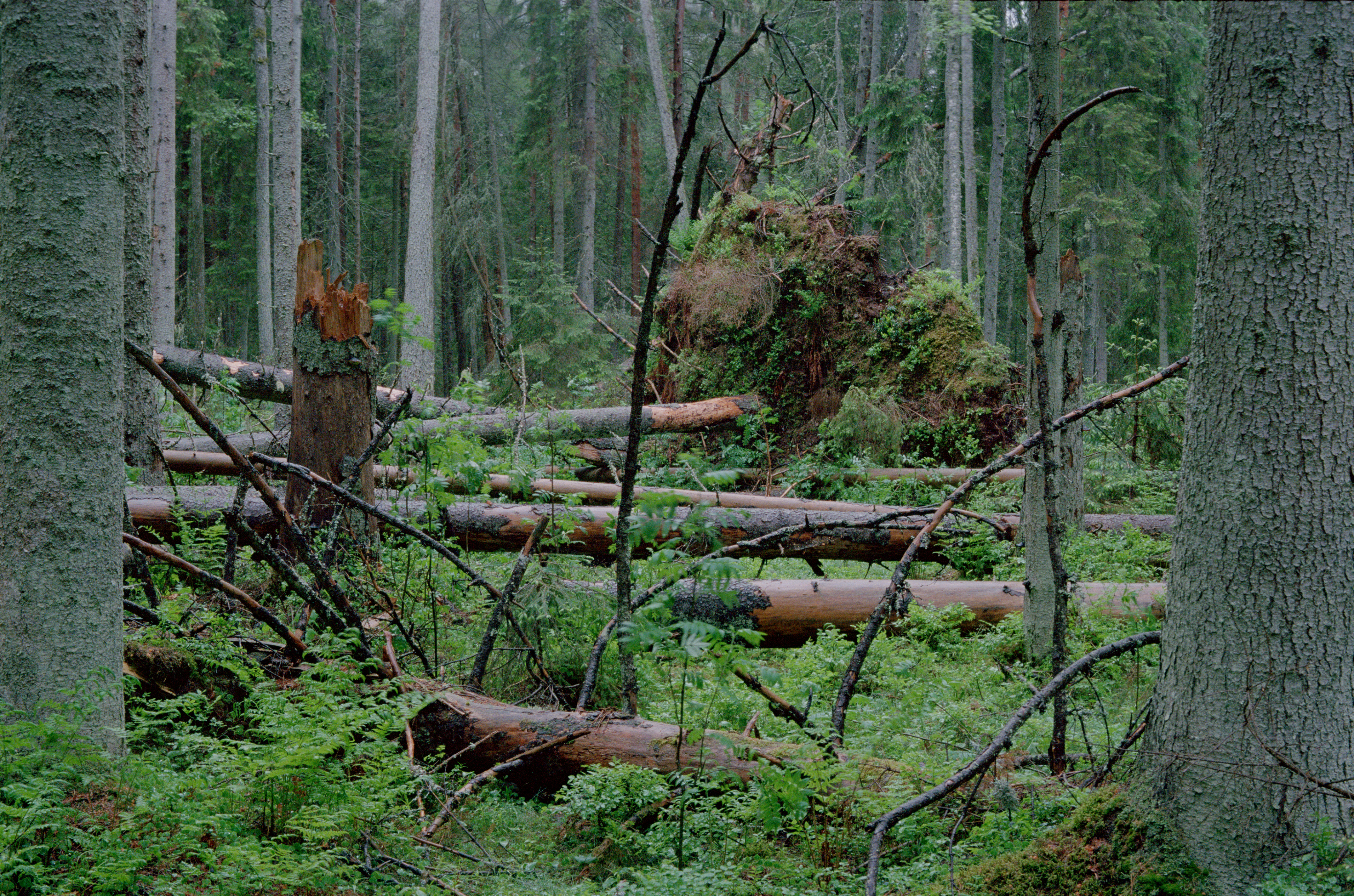
Rừng Oandu.
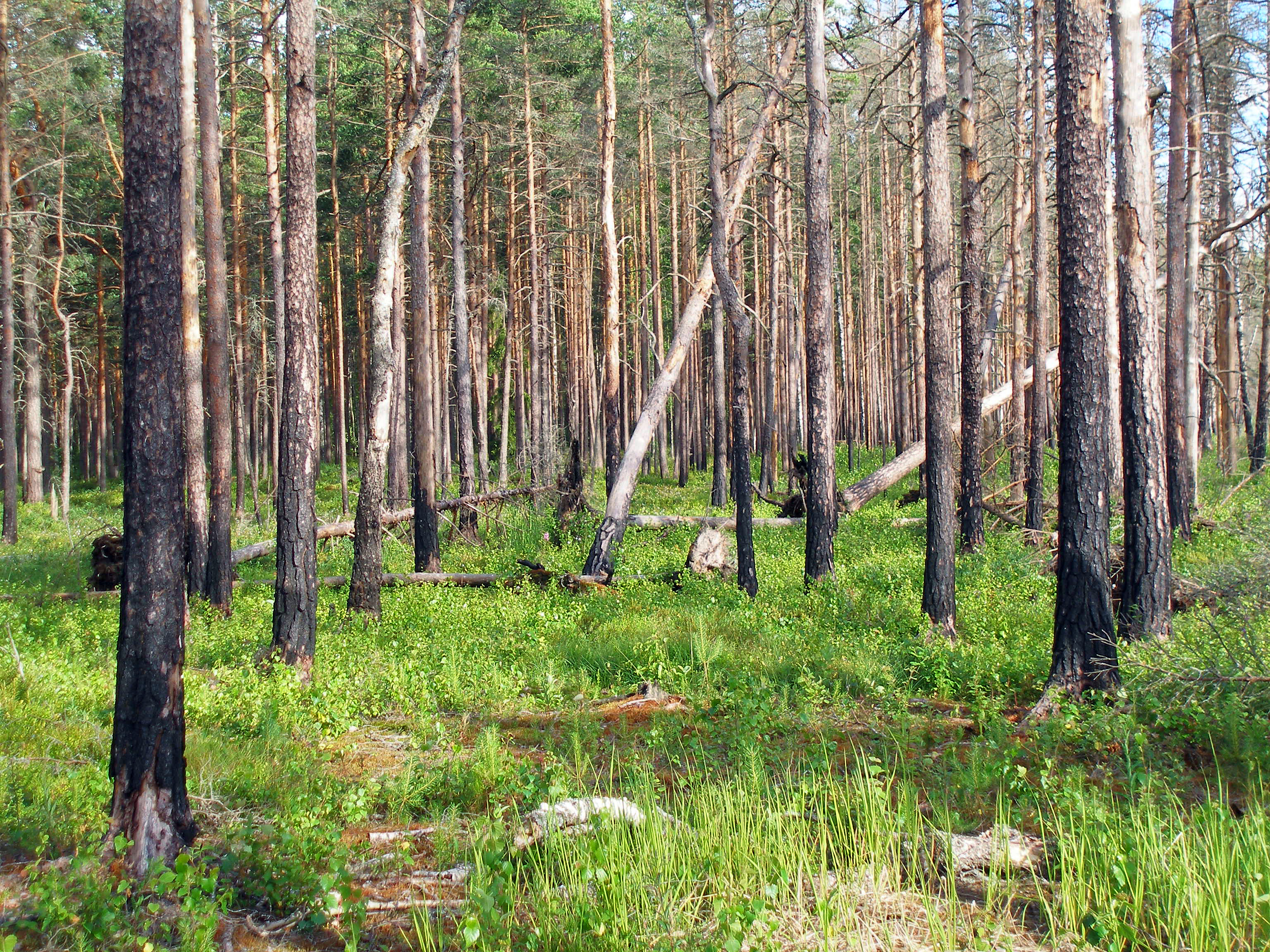
Rừng thông phương bắc (gần Hara Bog, vườn quốc gia Lahemaa, Estonia) 4 năm sau cháy rừng.
Bán đảo Pärispea, Vườn quốc gia Lahemaa. Có những tảng lăn sông băng trong hình, là điển hình cho bờ biển phía bắc Estonia.